# Thumbs (песня)
«Thumbs» — песня американской певицы и автора-исполнителя Сабрины Карпентер из её второго студийного альбома Evolution (2016), вошедшая в альбом в качестве третьего трека. Композиция была написана Присциллой Ренеа и её продюсером Стивом Маком. Изначально песня была выпущена Hollywood Records в качестве третьего промо-сингла с Evolution 7 октября 2016 года, за неделю до релиза альбома. Позже она была выпущена в качестве второго сингла альбома 3 января 2017 года. «Thumbs» — это быстрая электропоп-песня с элементами хауса и поп-музыки.
На неё был снят клип режиссёра Хейли Янг, премьера которого состоялась на её канале Vevo 10 февраля 2017 года. Карпентер продвигала «Thumbs» несколькими живыми выступлениями, в том числе на Radio Disney Music Awards 2017, в программе Today (22 ноября 2016) и на «Очень позднее шоу с Джеймсом Корденом» (17 апреля 2017). Это была первая песня Карпентер, попавшая в чарты, и она заняла первое место в Billboard Bubbling Under Hot 100 Singles. Песня получила платиновый сертификат в США (RIAA) и Норвегии (IFPI).

## История
Сначала она была выпущена в качестве промо-сингла, а затем вышла как сингл. Песня была написана Стивом Маком и Присциллой Ренеа и стала единственной песней в альбоме без авторства Карпентер. По словам Карпентер, эта песня стала последней, записанной для альбома. «Мы закончили работу над альбомом, и тут я услышала „Thumbs“, которая вызвала у меня флюиды славы, чёрного и золотого, как некоторые из моих любимых душевных песен». В песне говорится о том, что нужно принять индивидуальность и вырваться из посредственности. Она говорит, что если люди будут повторять одни и те же ошибки, они будут продолжать «крутить пальцами», продолжая жить в посредственности. Карпентер называет остальные песни альбома «детьми» «Thumbs».

## Композиция
В музыкальном плане «Thumbs» — это три минуты и тридцать шесть секунд электропоп-песни с элементами поп-музыки и хауса. С точки зрения нотной записи, «Thumbs» была написана в тональности до минор, с умеренно быстрым темпом 135 ударов в минуту. Песня следует аккордовой прогрессии Cm-Csus-C5-Csus-Cm-A♭-Fm/A♭-A♭-Fm/A♭-A♭-Fsus7-F7-B♭sus-B♭. Вокальный диапазон Карпентер простирается от низкой ноты F3 до высокой ноты G5, что даёт песне диапазон в две октавы и одну ноту. В темпе чувствуется свинг.

## Отзывы
Бриттани Голдфилд Родригес из Andpop сказала: «Джазовая атмосфера этой песни нас покорила, а скэттинг просто заставил нас слушать её снова и снова. Этой мелодией Сабрина действительно заставляет нас влюбиться в её уникальные джазовые вибрации, которые она привносит в своё поп-звучание».

## Музыкальное видео
Музыкальный клип, режиссёром которого выступила Хейли Янг, был загружен на аккаунт Карпентера на Vevo на YouTube 10 февраля 2017 года. Действие клипа происходит в вагоне нью-йоркского метрополитена и снимается одним дублем. В клипе Карпентер поёт песню вместе с несколькими скучающими людьми в метро во время обычной ежедневной поездки в большом городе. Когда идея клипа находилась в процессе работы, Карпентер подумал о метро, потому что именно там можно встретить разных людей; строчка «Somewhere in the world» представляет этих людей.

## Список треков
| №  | Название | Длительность |
| -- | -------- | ------------ |
| 1. | «Thumbs» | 3:36         |

| №  | Название            | Длительность |
| -- | ------------------- | ------------ |
| 1. | «Thumbs» (Acoustic) | 3:24         |

## Чарты

### Еженедельные чарты
| Чарт (2017)                                | Высшая позиция |
| ------------------------------------------ | -------------- |
| Австралия (ARIA)                           | 173            |
| Австралия (Hitseekers, ARIA)               | 18             |
| Бельгия/Валлония (Ultratip Bubbling Under) | 48             |
| Чехия (Singles Digitál Top 100)            | 63             |
| Финляндия (Latauslista Download)           | 26             |
| Норвегия (VG-lista)                        | 19             |
| Словакия (Singles Digitál Top 100)         | 62             |
| Швеция (Sverigetopplistan)                 | 88             |
| США (Billboard Bubbling Under Hot 100)     | 1              |
| США (Billboard Pop Airplay)                | 28             |

## Сертификации
| Регион                                                                      | Сертификация | Продажи   |
| --------------------------------------------------------------------------- | ------------ | --------- |
| Австралия (ARIA)                                                            | Платиновый   | 70 000    |
| Бразилия (ABPD)                                                             | Золотой      | 30 000    |
| Бразилия (ABPD) · Acoustic Version                                          | Золотой      | 30 000    |
| Бразилия (ABPD) · Live At Pandora Headquarters                              | Золотой      | 30 000    |
| Норвегия (IFPI Norway)                                                      | Платиновый   | 40 000    |
| Польша (ZPAV)                                                               | Золотой      | 25 000    |
| Великобритания (BPI)                                                        | Серебряный   | 200 000   |
| США (RIAA)                                                                  | Платиновый   | 1 000 000 |
| Данные о продажах + прослушиваниях приведены только на основе сертификации. |              |           |